# Liviu Rebreanu, Bistrița-Năsăud
Liviu Rebreanu, în trecut Prislop, (în maghiară Priszlop) este o localitate componentă a orașului Năsăud din județul Bistrița-Năsăud, Transilvania, România. Localitatea se află pe valea Someșului și a purtat o lungă perioadă numele de Prislop, devenind cunoscută după publicarea de către scriitorul Liviu Rebreanu a romanului Ion în anul 1920. „De când romanul Ion a devenit prea cunoscut, satul Prislop a dobândit o faimă pe care n-a nădăjduit-o niciodată”, scria prozatorul. În anul 1958, ca urmare a renumelui literar dobândit, localitatea a primit numele Liviu Rebreanu.

## Personalități
- Liviu Rebreanu a locuit o perioadă de timp în acest sat, în casa devenită muzeu (Casa memorială Liviu Rebreanu).

## Obiective turistice
- Muzeul Memorial „Liviu Rebreanu”

## Diverse
În mod tradițional, localnicii folosesc pentru uz casnic saramura concentrată extrasă dintr-o fântână de slatină.